# アーチェリープロダクション
株式会社アーチェリープロダクションは、日本の大阪府大阪市北区に本社を置くテレビ技術会社である。関西のテレビ局・制作会社制作の番組、ホール舞台等のイベントを多数手がけている。

## 所在地
- 本社 - 〒531-0071 大阪府大阪市北区中津1丁目2-18 ミノヤビル2F
- 千里丘事業所 - 〒565-0815 大阪府吹田市千里丘北1番1号 MBS千里丘放送センター内
- USJ分室 - 〒554-0031 大阪府大阪市此花区桜島2丁目1番33号 MBSスタジオ in USJ内
- NHK大阪分室 - 〒540-8501 大阪府大阪市中央区大手前4丁目1番20号 NHK大阪放送局内
- なんばグランド花月 - 〒542-0075 大阪府大阪市中央区難波千日前11番1号 なんばグランド花月内
- ヨシモト∞ホール大阪 - 〒542-0075 大阪府大阪市中央区難波千日前11番1号 吉本会館内
- うめだ花月 - 〒530-0057 大阪府大阪市北区曽根崎2-15-20 うめだ花月内
- ヨシモト∞ホール渋谷 - 〒150-0042 東京都渋谷区宇田川町
- 東京有明スタジオ - 〒135-0063 東京都江東区有明2-5-18 パナソニックセンターTOKYO

## 業務
NHK業務
- 「連続テレビ小説」他　一般番組の照明業務
- その他カメラアシスタント業務
- 「NHKのど自慢」など公開中継番組の照明業務

毎日放送業務
- 痛快!明石家電視台
- たかじんONEMAN
- ジャイケルマクソン
- 今夜はえみぃ〜GO!!
- 知っとこ!
- ちちんぷいぷい
- せやねん!　などの照明業務

吉本興業関連業務
- 地方公演　野外公演など照明業務
- なんばグランド花月興行　　
  - 一般興業
  - よしもと新喜劇
  - 単独興業　などの照明業務
- うめだ花月興行
  - 一般興業
  - よしもと新喜劇
  - 単独興業　などの照明業務
- baseよしもと
  - 一般興業
  - 単独興業　などの照明業務
  - TVオモシロ好奇心☆どろんぱ!
- ヨシモト∞ホール大阪
  - 各TV局収録、など
- 他

ホール業務
- 大阪摂津市民文化ホール
- 大阪守口エナジホール
- いずみホール　他